# Waterkering Jonkvrouw Annapolder
De Waterkering Jonkvrouw Annapolder was een waterschap in de gemeenten Kats en Kortgene op Noord-Beveland, in de Nederlandse provincie Zeeland.
Het waterschap had tot taak het beheer van de zeedijken van de Jonkvrouw Annapolder, de Katspolder en de Adriaanpolder. Het was in 1871 opgericht na het calamiteus verklaren van de Jonkvrouw Annapolder. Pas in 1979 werden de taken overgenomen door het Waterschap Noord-Beveland.